# Odostomella bicincta
Odostomella bicincta is een slakkensoort uit de familie van de Pyramidellidae. De wetenschappelijke naam van de soort is voor het eerst geldig gepubliceerd in 1868 door Tiberi.